# Joe Sakic
Joseph Steven Sakic (7 de Julho, 1969, Burnaby, Colúmbia Britânica, Canadá) foi um jogador profissional de hóquei no gelo canadense. Ele foi o  capitão do Colorado Avalanche, time da National Hockey League entre 1995 e 2009 e
é o 11º maior pontuador na história da NHL.

## Vida Pessoal
Joe nasceu em Vancouver, filho de Marijan, seu pai, e Slavica, sua mãe, ambos imigrantes da Iugoslávia. Joe não falava inglês até iniciar seus estudos no jardim de infância. Quando criança, seu ídolo era Wayne Gretzky.
Apesar da mídia listar seu local de nascimento como Burnaby, ele nasceu em Vancouver; ele cresceu em Burnaby. Ele é muito querido pelos fãs na região de Vancouver, e uma rua em Burnaby foi batizada como "Via Joe Sakic" em sua homenagem. Ele é carinhosamente chamado de "Burnaby Joe" pelos fãs de Vancouver e "Super Joe" pelos fãs de Colorado.
Seu irmão, Brian, era um central que jogou pelo Flint Generals na United Hockey League.

## Carreira Profissional
Em 1986-87, Joe foi nomeado Calouro do Ano pelo Swift Current Broncos da WHL. Ele anotou 60 gols e 73 assistências para 133 pontos. No ano seguinte, Joe ganhou o prêmio de Jogador do Ano na WHL e Melhor Jogador Júnior Canadense, marcando 160 pontos (78 gols, 82 assistências).
Sakic foi recrutado na 15ª posição geral pelo Quebec Nordiques em 1987, e fez sua estréia na NHL em Outubro de 1988. 
Seu primeiro jogo na NHL foi no dia 6 de Outubro, 1988, contra o Hartford Whalers, marcando uma assistência. Seu primeiro gol chegou dois dias depoism contra o goleiro Sean Burke, do New Jersey Devils.
Na sua segunda temporada, em 1989-1990, Sakic marcou 100 pontos na NHL pela primeira vez. 
Sakic ganhou o título de Capitão pela primeira vez em 1990. Sakic tem sido o único capitão da franquia Nordiques/Avalanche desde a temporada 1992-1993. Sob seu comando, o Quebec Nordiques chegou aos Playoffs em 1993 e 1995 (temporada encurtada por um locaute). No ano seguinte, a franquia se mudou para Colorado, e Sakic liderou o Colorado Avalanche ao título da Stanley Cup em 1996 e 2001.
Sakic ganhou o Troféu Conn Smythe como o MVP (Jogador Mais Valioso) dos Playoffs de 1996. Em 2001, ele ganhou três prêmios, incluindo o Troféu Hart como o MVP da NHL, o Troféu Lady Byng for sua conduta, e o Prêmio Lester B. Pearson como o melhor jogador da Liga, votado pelos outros jogadores.
Sakic teve 2 gols e 2 assistências durante a vitória canadense sobre os Estados Unidos na final dos Jogos Olímpicos de Inverno de 2002, em Salt Lake City, Utah, e foi nomeado o MVP. Ele também foi parte do time canadense que ganhou a Copa do Mundo de Hóquei em 2004.
Nos Jogos Olímpicos de Inverno de 2006, em Turim, Sakic foi o Capitão do Time Canadense, que apesar de favorito, não conseguiu conquistar nenhuma medalha.
Em Junho de 2006, Sakic assinou um contrato de um ano, no valor de, 5.75 milhões de dólares para continuar no Colorado Avalanche pela temporada de 2006-2007.
No dia 3 de Julho, 2006, Sakic se tornou o maior pontuador em atividade na NHL, com a aposentadoria de Steve Yzerman.

### Carreira Cinematográfica
Sakic atuou como um jogador anônimo em uma cena do filme Happy Gilmore.

## Prêmios
- 1987 - Convocação para o Segundo Time das Estrelas da Conferência Leste da WHL
- 1987 - Calouro do Ano da WHL
- 1988 - Convocação para o Time das Estrelas da Conferência Leste da WHL
- 1988 - Líder em Pontos na WHL
- 1988 - Jogador do Ano na WHL
- 1988 - Melhor Jogador Júnior Canadense do Ano
- 1996 - Troféu Conn Smythe
- 1998 - Vencedor do Prêmio de Maior Assistência Infantil
- 2001 - Troféu Hart
- 2001 - Troféu Lady Byng
- 2001 - Troféu Bud Light para o jogador com melhor +/- (dividido com Patrik Elias)
- 2001 - Prêmio Lester B. Pearson
- 2002 - MVP do Campeonato de Hóquei dos Jogos Olímpicos de Inverno de 2002
- 2001 - Time das Estrelas da NHL
- 2002 - Time das Estrelas da NHL
- 2004 - Time das Estrelas da NHL
- 2004 - MVP do Jogo das Estrelas da NHL
- 2004 - Prêmio NHL/Sheraton Road Performer (jogador com o maior número de pontos em jogos fora de casa)
- Participou de 11 Jogos das Estrelas - 1990, 1991, 1992, 1993, 1994, 1996, 1998, 2000, 2001, 2002, 2004. Foi o Capitão do Time em 2002.
- Em 1998, com muitas conquistas ainda a caminho, ficou na 94ª posição da lista de 100 Melhores Jogadores de Hóquei da História, da The Hockey News'.

## Recordes e conquistas
- Detém o recorde do Colorado Avalanche para gols, assistências e pontos (575G-915A-1.490P).
- 11º lugar entre os maiores pontuadores na história da NHL.
- Maior número de gols em prorrogação durante os Playoffs (7).
- Primeiro jogador na história da NHL a marcar 100 pontos em uma temporada, jogando pelo time que terminou na última colocação: 102 pelo Quebec Nordiques em 1989-1990. Ele repetiu o feito na temporada seguinte, com 109 pontos.
- Quarto jogador a ser o Capitão de um time vencedor da Stanley Cup e vencer o Troféu Hart no mesmo ano. Os outros são Bobby Clarke, Wayne Gretzky, e Mark Messier.
- Segundo maior número de gols durante uma campanha de Playoffs, com 18 gols nos Playoffs da temporada 1995-1996. Apenas um gol atrás do recorde de 19, por Reggie Leach e Jari Kurri.
- Marcou seu 500º gol na carreira no dia 11 de Dezembro de 2002, contra o Vancouver Canucks.
- Marcou seu 1000º ponto na carreira no dia 27 de Dezembro de 1999, contra o St. Louis Blues.
- Jogou seu 1000º jogo na carreira no dia 9 de Março de 2002, contra o Los Angeles Kings.
- Se tornou o 16º jogador na história da NHL a atingir a marca de 900 assistências contra o Calgary Flames, no dia 12 de Março de 2006.
- Ao final da temporada 2005-06, Joe é o único capitão da história do Colorado Avalanche. Com a aposentadoria de Steve Yzerman, se tornou o Capitão com a maior seqüência em atividade.
- Se tornou o 11º jogador a atingir a marca de 1500 pontos no dia 25 de Outubro de 2006, contra o Washington Capitals.
- É apenas o 6º jogador na história a marcar mais de 1500 pontos com uma mesma franquia. Wayne Gretzky (Edmonton Oilers), Gordie Howe (Detroit Red Wings), Mario Lemieux (Pittsburgh Penguins), Raymond Bourque (Boston Bruins) e Steve Yzerman (Detroit Red Wings) foram os únicos outros jogadores a atingir esse feito.